# Epicypta torquata
Epicypta torquata är en tvåvingeart som beskrevs av Loïc Matile 1977. Epicypta torquata ingår i släktet Epicypta och familjen svampmyggor. Inga underarter finns listade i Catalogue of Life.